# تپه مم خاتون ۲
تپه مم خاتون ۲ مربوط به سدهٔ ۸–۶ ه.ق - سدهٔ ۱۲–۱۰ ه.ق است و در شهرستان ارومیه، بخش سیلوانه، دهستان ترگور، ۸۰۰ متری شمال روستای کریم آباد واقع شده و این اثر در تاریخ ۲۵ آبان ۱۳۸۷ با شمارهٔ ثبت ۲۳۵۰۶ به‌عنوان یکی از آثار ملی ایران به ثبت رسیده است.